# Nikkel(II)-szulfát

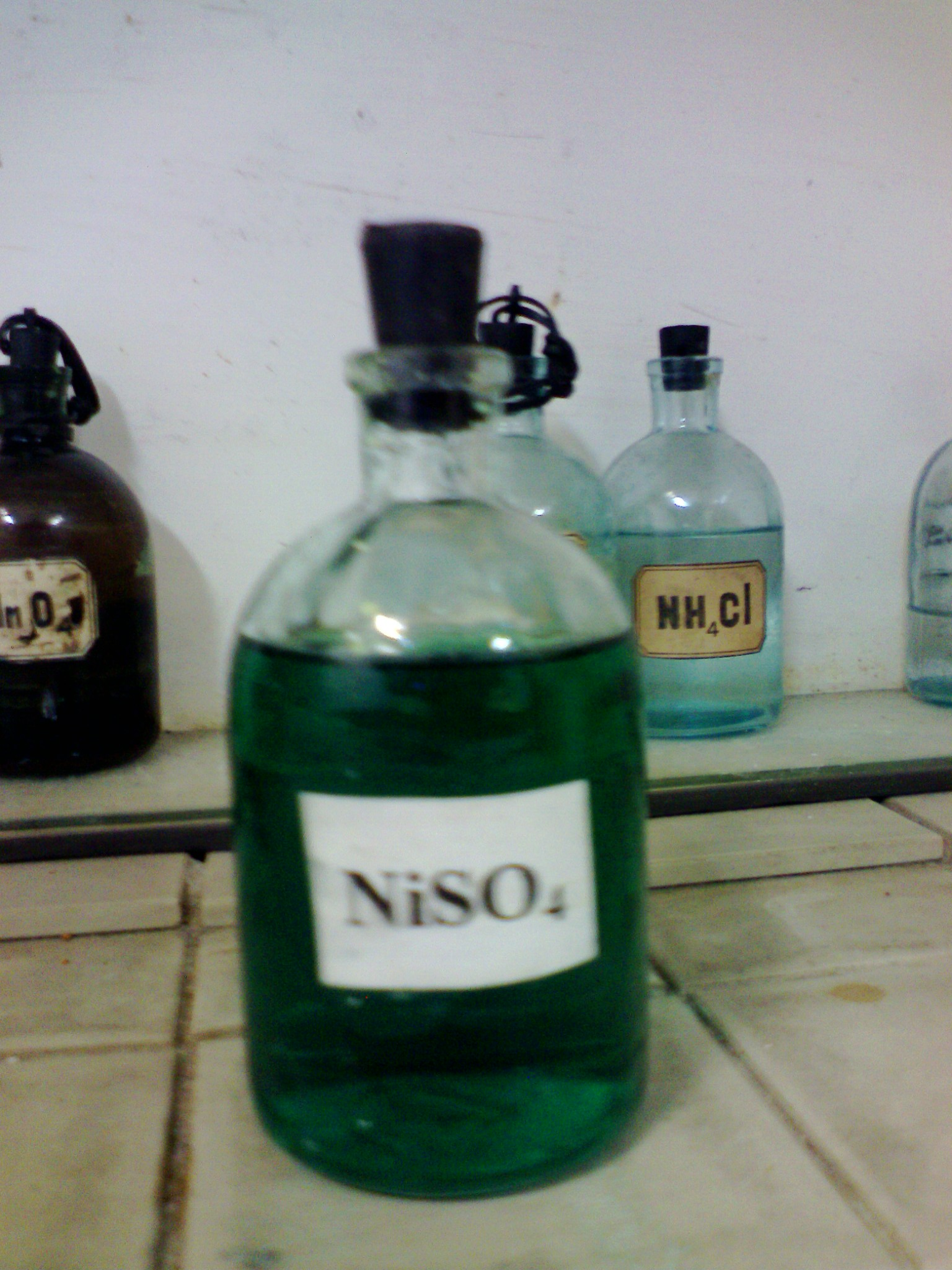
A nikkel(II)-szulfát vizes oldata

A nikkel(II)-szulfát a nikkel kénsavval alkotott sója. A vízmentes nikkel(II)-szulfát sárgászöld színű por. Jól oldódik vízben, 100 g vízben szobahőmérsékleten 38,5 g oldódik fel. Feloldódik metanolban is. A vizes oldatának íze édeskés, fanyar. a nikkel(II)-szulfát oldatból különböző összetételű hidrátjai kristályosíthatók ki, a heptahidrát például smaragdzöld színű. A kikristályosodó hidrát összetétele a körülményektől függ. Ha a nikkel-szulfát hidrátjait 180 °C körüli hőmérsékletre hevítik, a kristályvizüket elvesztik és színük sárgára változik.

## Kémiai tulajdonságai
Ha a vegyületet magas hőmérsékletre hevítik, nikkel-oxid és kén-trioxid képződése közben elbomlik. Ha hidrogén vagy szén jelenlétében hevítik, nikkellé redukálódik. Ha az oldatához kálium-rodanidot adnak, kék színű komplex vegyület, kálium-nikkel(II)-rodanid (K2[Ni(SCN)4]) válik le.
{\displaystyle \mathrm {NiSO_{4}+4\ KSCN\rightarrow K_{2}[Ni(SCN)_{4}]+K_{2}SO_{4}} }
Kettős sókat alkot az alkálifémek szulfátjaival.

## Előállítása
A nikkel(II)-szulfátot nikkel(II)-oxid vagy nikkel(II)-karbonát híg kénsavban való oldásával állítják elő. A képződő oldatot addig párolják be, amíg kristályok nem kezdenek el kiválni.

## Felhasználása
A galvanizálásban fürdőként alkalmazzák nikkelbevonat készítésére. Felhasználják még festékek és lakkok gyártásakor, fák pácolásakor és kerámiák készítésekor.

## Élettani hatása
A nikkel és vegyületei mérgezőek, rákkeltő hatásuk van.